# Eleccions generals de Tanzània de 2015
Les eleccions generals de Tanzània de 2015 van ser el cinquè esdeveniment electoral des de la restauració del multipartidisme al país africà, en 1992. Els votants van elegir al President de la República, als membres de l'Assemblea Nacional o Bunge, i als regidors del govern local. Per convenció, l'elecció es va dur a terme l'últim diumenge d'octubre i va ser supervisada per la Comissió Electoral Nacional (NEC). Les campanyes polítiques van començar el 22 d'agost i van cessar un dia abans de la jornada electoral.
El president en funcions, Jakaya Mrisho Kikwete, del partit governant Partit de la Revolució o CCM, era inelegible per a un tercer mandat degut als límits constitucionals. El CCM, que domina la vida política tanzana des de la seva fundació en 1977, va postular al Ministre d'Obres Públiques, Transports i Comunicació John Magufuli, com el seu candidat presidencial. Després de fracassar a obtenir la nominació del CCM, Edward Lowassa, que havia estat diputat del partit des dels temps del unipartidismo, va desertar i es va unir al principal partit opositor, Partit per a la Democràcia i el Progrés, conegut com a CHADEMA. El partit el va presentar com a candidat a la presidència, a pesar que una vegada ho havia descrit com "una de les figures més corruptes de la societat tanzana". La popularitat de tots dos candidats davant el públic va portar al fet que aquestes eleccions fossin vistes com el major desafiament electoral enfrontat pel CCM fins llavors, i una de les eleccions més competitives i impredictibles en la història de la nació.
El govern havia advertit als polítics que s'abstinguessin de practicar la bruixeria. Un viceministre va presentar al parlament una sèrie d'informes que demostraven que els assassinats a persones amb albinisme vinculats als polítics augmentaven en anys electorals. El gener de 2015 s'havia penalitzat la "bruixeria" formalment, havent-se generalitzat una creença supersticiosa que els albins "posseeixen poders que porten sort i prosperitat", i que matant-los s'adquirien tals poders.
Celebrades les eleccions, Magufuli va ser declarat guanyador el 29 d'octubre, però l'oposició va rebutjar els resultats, la qual cosa va portar a mesos de disputa política.

## Antecedents
Tanzània és un estat unitari, democràtic, secular i de iure socialista. A diferència de la majoria dels seus veïns, Tanzània ha gaudit de relativa estabilitat política des que va aconseguir la independència en 1961, i des de la seva conformació com a estat en 1964 en unificar-se Tanganika amb Zanzíbar. Això és part del llegat del seu primer president, Julius Nyerere, qui va mantenir un règim socialista de partit únic fortament centralitzat durant vint-i-quatre anys, fins a la seva sortida del poder en 1985. El seu successor, Ali Hassan Mwinyi, seguint la directiva dels Acords de Bretton Woods, va emprendre reformes econòmiques i va iniciar una transició a la democràcia que va culminar amb la introducció d'una constitució que garantia el pluralisme i establia un límit de dos mandats per al President de la República.
Tots els votants elegibles van ser registrats usant els kits del Registre Biomètric de Votants (BVR). El juny de 2015, l'Oficina Nacional d'Estadística (NBS) va estimar que hi havia 24.252.927 ciutadans en edat de votar, basant-se en el cens de població nacional estimat. El 2 d'agost, NEC va aconseguir registrar 24.001.134 votants, encara que el número final van ser 23.254.485. Als tanzans que estiguessin a l'estranger no se'ls va permetre votar en aquestes eleccions.
En el Centre Internacional per a Acadèmics Woodrow Wilson, a Washington DC, el president sortint, Kikwete, va declarar que "no podia esperar per a anar-se'n" i va descriure la labor presidencial com a "estressant i ingrata". Quan se li va preguntar per què alguns líders africans s'aferren al poder, Kikwete va respondre que cada país és diferent i va suggerir que l'entrevistador: "convidi a aquests líders i parli amb ells". Al maig de 2015, Kikwete va negar els rumors que planejava estendre el seu mandat més enllà del límit constitucional i va assegurar a la nació que "s'anava a l'octubre".
S'esperava que una nova constitució fos adoptada abans de les eleccions generals mitjançant un referèndum posposat per a tal fi. El projecte final de la constitució proposada incloïa l'establiment d'una comissió electoral independent i permetria als candidats insatisfets impugnar els resultats davant la Cort Suprema dins dels set dies posteriors a l'anunci d'aquests. El president del Tribunal Suprem, Mohamed Chande Othman, va declarar que el Poder Judicial estaria llest per a revisar qualsevol cas relacionat amb les eleccions esdevenidores.
El 29 de juliol de 2015, 21 partits polítics van signar el Codi de Conducta de les Eleccions Generals de 2015. A uns 4.000 seguidors de l'Església Watch Tower en el Districte de Kalambo se'ls ha prohibit votar, ja que va en contra de les seves creences. L'exèrcit tanzà va refutar les queixes del principal partit opositor, CHADEMA, d'haver confiscat les targetes de registre als seus soldats, i va advertir als partits polítics que "deixessin de provocar" a les Forces Armades.

## Elecció presidencial

### Disposicions constitucionals
Els votants havien d'elegir al cinquè president ja el seu company de fórmula com a vicepresident de Tanzània.
L'article 39 (1) de la Constitució de 1977 estipula les següents disposicions perquè algú sigui elegible com a candidat a la presidència de Tanzània:
- Ser ciutadà tanzà.
- Tenir més de quaranta anys.
- Ser presentat com a candidat per un partit polític.
- És elegible com a membre del Parlament.
- No ha estat condemnat per cap tribunal per cap delicte relacionat amb l'evasió fiscal.

La constitució proposada hauria agregat els següents criteris: tots dos pares del candidat havien de ser ciutadans de naixement; el candidat havia de ser declarat mentalment sa i tenir una llicenciatura o habilitat i experiència en lideratge a nivell nacional; i s'autoritzarien les candidatures independents. El candidat guanyador hauria d'obtenir més del 50% de tots els vots emesos; en cas contrari una segona volta electoral es duria a terme 60 dies després de la primera volta.
El Partit de la Revolució (CCM) i els seus predecessors, han dominat la vida política de la nació tanzana des de la formació de l'estat. Després de la restauració de la política multipartidista en 1992, ha conservat la seva popularitat i la confiança dels votants, guanyant totes els últimes quatre eleccions generals (celebrades en 1995, 2000, 2005 i 2010). Jakaya Kikwete, el seu candidat presidencial en 2005, va obtenir una victòria aclaparadora, de més del 80% dels vots, i en 2010 va tornar a triomfar, encara que amb un marge més reduït.
Més de quaranta membres del partit van disputar els primàries. El 10 de juliol, el Comitè Central del partit va examinar als 38 aspirants presidencials i va seleccionar zinc candidats per a la consideració del seu Comitè Executiu Nacional. Els zinc primers van ser el Ministre de Relacions Exteriors Bernard Membe, el Ministre d'Obris John Magufuli, la Ministra de Justícia Asha-Rose Migiro, la Viceministra January Makamba i l'Ambaixadora Amina Salum Ali. L'11 de juliol, el Comitè Executiu Nacional va seleccionar als tres finalistes: John Magufuli, Amina Salum Ali i Asha-Rose Migiro.
L'endemà, el 12 de juliol, el Ministre d'Obres John Magufuli va ser declarat candidat del partit; sent considerat pràcticament guanyador des de l'inici. La Unitat d'Intel·ligència de The Economist en el seu pronòstic polític va declarar que "el candidat de CCM està gairebé segur de convertir-se en el pròxim president del país"
Quatre partits d'oposició amb diferents ideologies van acordar formar una coalició electoral coneguda com a UKAWA i tenien la intenció de nominar a un sol candidat. L'aliança està composta pel partit conservador/centrista CHADEMA, el liberal Front Cívic Unit (CUF), el socialdemòcrata NCCR-Mageuzi i la Lliga Nacional per a la Democràcia (NLD).
L'ex primer ministre i líder del CCM, Edward Lowassa, va desertar a CHADEMA i va ser seleccionat com a candidat de l'aliança en lloc de Wilbroad Slaa, qui va ser candidat de CHADEMA en el 2010. El president nacional de la CUF, Ibrahim Lipumba, va renunciar, afirmant que la coalició havia "renegat del seu acord" en rebre desertors del CCM.
| Candidat | Candidat                  | Company de fórmula        | Partit                                            |
| -------- | ------------------------- | ------------------------- | ------------------------------------------------- |
|          | Anna Elisha Mghwira       | Hamad Mussa Yussuf        | Aliança per al Canvi i la Transparència (ACT)     |
|          | Edward Lowassa            | Juma Duni Haji            | Partit per a la Democràcia i el Progrés (CHADEMA) |
|          | Fahmi Nassoro Dovutwa     | Hamadi Mohammed Ibrahimu  | Partit Democràtic Popular Unit (UPDP)             |
|          | Hashim Rungwe Spunda      | Issa Abas Hussein         | Chama cha Ukombozi wa Umma (CHAUMMA)              |
|          | Janken Malik Kasambala    | Simai Abdulrahman Abdulla | Aliança de la Reconstrucció Nacional (NRA)        |
|          | John Magufuli             | Samia Suluhu              | Chama Cha Mapinduzi (CCM)                         |
|          | Lutalosa Yembe            | Said Miraj Abdallah       | Aliança per al Canvi Democràtic (ADC)             |
|          | Machmillan Elifatio Lyimo | ?                         | Partit Laborista de Tanzània (TLP)                |

## Elecció parlamentària
En les últimes eleccions, el CCM va obtenir 186 dels 239 escons electes, aconseguint així una majoria absoluta en l'Assemblea Nacional. Tanzània utilitza el mètode d'escrutini majoritari uninominal per a les seves eleccions legislatives. El 9 de juliol de 2015, el President Kikwete es va dirigir al Parlament per última vegada abans de la seva dissolució.
L'elecció se celebra en tots els 265 districtes electorals per a triar els membres del Parlament. Més de 2.700 membres del CCM van disputar les primàries del partit per a buscar la nominació del partit en alguna circumscripció.

## Eleccions regionals de Zanzíbar
L'arxipèlag semiautònom de Zanzíbar elegeix al seu propi President i membres a la seva legislatura subnacional, la Cambra de Representants de Zanzíbar. La Comissió Electoral de Zanzíbar (ZEC) va anunciar el 25 d'octubre com la data de l'elecció, al mateix temps que les eleccions a nivell nacional. El nombre de circumscripcions s'ha incrementat de 50 a 54.
Els candidats a la presidència del govern autònom van ser:
| Candidat | Candidat             | Partit                                        |
| -------- | -------------------- | --------------------------------------------- |
|          | Ali Mohammed Shein   | Chama Cha Mapinduzi                           |
|          | Seif Sharif Hamad    | Front Cívic Unit                              |
|          | Hamad Rashid Mohamed | Aliança per al Canvi Democràtic               |
|          | Ambar Khamis Haji    | NCCR–Mageuzi                                  |
|          | Juma Ali Khatib      | TADEA                                         |
|          | Soud Said Soud       | Partit de l'Aliança d'Agricultors de Tanzània |

## Enquestes d'opinió

### Pre-candidatures
| Font              | Data            | Mida  | Indecisos | Lowassa CCM | Pinda CCM | Slaa CHADEMA | Lipumba CUF | Membe CCM | Magufuli CCM | Mbowe CHADEMA | Zitto CHADEMA | Mwandosya CCM | Makamba CCM |
| ----------------- | --------------- | ----- | --------- | ----------- | --------- | ------------ | ----------- | --------- | ------------ | ------------- | ------------- | ------------- | ----------- |
| Font              | Data            | Mida  | Indecisos |             |           |              |             |           |              |               |               |               |             |
| Twaweza           | September 2014  | 1,445 | 33 %      | 13.0 %      | 12.0 %    | 11.0 %       | 6.0 %       | 5.0 %     | 3.0 %        | 3.0 %         | 1.0 %         |               |             |
| Positive Thinkers | March 2015      | 3,298 | –         | 22.8 %      | 3.2 %     | 19.5 %       | 8.9 %       | 5.9 %     | 6.8 %        |               | 6.7 %         | 1.2 %         | 1.6 %       |
| Samunge SSRC      | 2013–2015       | 7,000 | –         | 20.7 %      | 2.4 %     | 11.7 %       | 4.2 %       | 7.0 %     | 7.6 %        | 3.4 %         | 3.4 %         |               | 4.8 %       |
| REDET             | 23–26 June 2015 | 1,250 | –         | 27.0 %      | 7.2 %     |              |             | 8.2 %     | 6.6 %        |               |               | 3.1 %         | 0.8 %       |
| REDET             | 23–26 June 2015 | 1,250 | –         |             |           | 23.1 %       | 13.6 %      |           |              | 7.2 %         |               |               |             |

### Durant la campanya
| Font    | Data                               | Mida  | Indecisos | Magufuli CCM | Lowassa CHADEMA | Mghwira ACT | Altre | Notes                                     |
| ------- | ---------------------------------- | ----- | --------- | ------------ | --------------- | ----------- | ----- | ----------------------------------------- |
| Font    | Data                               | Mida  | Indecisos |              |                 |             | Altre | Notes                                     |
| Twaweza | 19 d'agost a 7 de setembre de 2015 | 1,848 | 7.0 %     | 65.0 %       | 25.0 %          | N/A         | 3.0 % | Marge d'error del +/-2.5 %                |
| Ipsos   | 5-22 de setembre de 2015           | 1,836 | 7.3 %     | 61.6 %       | 30.8 %          | 0.3 %       | –     | Marge d'error del +/-2.3 %                |
| TADIP   | 1-21 de setembre de 2015           | 2,040 | 3.0 %     | 40.0 %       | 54.5 %          | 2.0 %       | –     | Enquesta duta a terme en només 10 regions |

## Resultat presidencial
| Candidat                        | Partit                          | Partit                                  | Vots       | %      |
| ------------------------------- | ------------------------------- | --------------------------------------- | ---------- | ------ |
| John Magufuli                   |                                 | Chama Cha Mapinduzi                     | 8.882.935  | 58.46% |
| Edward Lowassa                  |                                 | Chama cha Demokrasia na Maendeleo       | 6.072.848  | 39.97% |
| Anna Elisha Mghwira             |                                 | Aliança per al Canvi i la Transparència | 98.763     | 0.65%  |
| Lutalosa Yembe                  |                                 | Aliança per al Canvi Democràtic         | 66.049     | 0.43%  |
| Hashim Rungwe Spunda            |                                 | Chama cha Ukombozi wa Umma              | 49.256     | 0.32%  |
| Machmillan Elifatio Lyimo       |                                 | Partit Laborista de Tanzània            | 8.198      | 0.05%  |
| Janken Malik Kasambala          |                                 | Aliança de la Reconstrucció Nacional    | 8.028      | 0.05%  |
| Fahmi Nassoro Dovutwa           |                                 | Partit Popular Democràtic Unit          | 7.785      | 0.05%  |
| Vots en blanc/nuls              | Vots en blanc/nuls              | Vots en blanc/nuls                      | 402.248    |        |
| Total                           | Total                           | Total                                   | 15.596.110 | 100%   |
| Votants registrats/participació | Votants registrats/participació | Votants registrats/participació         | 23.161.440 | 67.34% |
| Font: NEC                       |                                 |                                         |            |        |